# Staatsausgaben

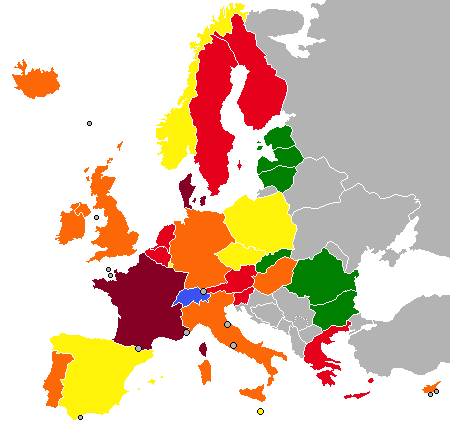
Staatsausgaben (einschließlich Sozialversicherungsausgaben, Stand: 2011) als Anteil des BIP
dunkelrot > 55 %,
rot 50–55 %,
orange 45–50 %,
gelb 40–45 %,
grün 35–40 %,
blau 30–35 %

Staatsausgaben (englisch state expenses, französisch dépenses de l’Etat; oft abgekürzt mit G für englisch government spending) sind die Ausgaben in einem Staatshaushalt, im weiteren Sinne der öffentlichen Hand.

## Allgemeines
Auf Staatsebene stellen die Staatsausgaben neben den Staatseinnahmen einen Teil der Staatsfinanzen dar. Die Finanzwirtschaft eines Staats befasst sich mit der Finanzierung staatlicher Aufgaben, insbesondere Investitionen in Infrastruktur (wie Bundesautobahnen oder Bundesstraßen, Bildung, Forschung und Entwicklung, Landesverteidigung) oder der Zahlung von Transferleistungen (etwa Sozialleistungen). Diese Ausgaben werden im Bundeshaushalt durch Staatseinnahmen und Kredite etwa in Form von Staatsanleihen gedeckt. Die Staatsfinanzierung erfolgt weltweit in allen föderal organisierten Staaten auf ähnliche Weise.

## Arten
Die Staatsausgaben fallen im Rahmen der Aufgaben an, die beim Staat verbleiben und nicht im Rahmen der Bundesauftragsverwaltung an untere Aufgabenträger delegiert wurden. Hierzu gehören insbesondere Personalausgaben, Sachkosten, Zins- und Tilgungsausgaben, Zuweisungen an Gebietskörperschaften im Rahmen des Finanzausgleichs, Zuschüsse an Unternehmen, Subventionen an Unternehmen und andere Empfänger, Schuldendiensthilfen, Zuführungen zu Rücklagen, Ausgaben für Investitionen (Bauprojekte, Erwerb von beweglichen Sachen und Grundstücken, Erwerb von Beteiligungen und sonstigem Kapitalvermögen, von Forderungen und Anteilsrechten an Unternehmen, von Wertpapieren sowie für die Kapitalerhöhung bei Staatsunternehmen), Ausgaben für den Verlustausgleich bei Staatsunternehmen und für die Inanspruchnahme aus Eventualverbindlichkeiten. Im weiteren Sinne umfassen die Staatsausgaben auch alle Ausgaben durch die öffentliche Hand. Dazu gehören neben den Ausgaben für die Gebietskörperschaften auch solche der Sozialversicherung. Ausgaben sind nach § 34 Abs. 2 BHO im Rahmen der Wirtschaftlichkeit und Sparsamkeit zu leisten.
Ähnlich wie die Betriebswirtschaftslehre unterscheidet die Finanzwissenschaft zwischen ordentlichen und außerordentlichen Staatsausgaben. Bei der Einteilung spielt die Regelmäßigkeit oder Vorhersehbarkeit eine Rolle. Zu den ordentlichen Staatsausgaben gehören alle obigen Ausgaben bis auf den Schuldendienst, Verlustzahlungen und die Inanspruchnahme aus Eventualverbindlichkeiten.
Im Hinblick auf die ökonomische Wirkung der Ausgaben gibt es konsumtive und investive Staatsausgaben. Konsumtive Staatsausgaben sind alle Ausgaben, die vom empfangenden Wirtschaftssubjekt (Unternehmen, Privathaushalte) für Konsumzwecke verwendet werden, während mit investiven Staatsausgaben der Staat unmittelbar Investitionen vornimmt oder mittelbar bei den Empfängern anregt.
Den Staatsausgaben stehen die Staatseinnahmen gegenüber. Diese Einnahmen sind in der staatlichen Aktivität nicht zweckgebunden, sondern dienen ohne Einschränkung der Deckung der staatlichen Ausgaben (Gesamtdeckungsprinzip).

## Gliederung der Staatsausgaben
Staatsausgaben lassen sich nach verschiedenen Merkmalen gliedern, traditionell wird die Einteilung nach dem Ministerialprinzip und dem Funktionalprinzip (Realprinzip) vorgenommen.

### Funktionalprinzip
Es gibt eine Vielzahl von Einzelaufgaben, die von verschiedenen Verwaltungsbereichen erfüllt und für die Ausgaben getätigt werden müssen. Diese sind nach dem Funktionalprinzip in zusammengehörenden Sachgebieten zusammengefasst. Eine umfassende Auflistung der staatlichen Einzelaufgaben ist im Statistischen Bundesamt zu finden.
Beispiele für zusammenfassende Sachgebiete sind:
- politische Führung und zentrale Verwaltungsausgaben
- auswärtige Angelegenheiten
- Landesverteidigung
- öffentliche Sicherheit und Ordnung
- Rechtsschutz
- Soziale Sicherheit
- Bildung
- Wissenschaft und Forschung außerhalb der Hochschulen
- kulturelle Angelegenheiten
- Gesundheit, Sport und Erholung
- Wohnungswesen und Städtebau
- Wirtschaftsförderung
- Verkehr und Nachrichtenwesen
- kommunale Daseinsvorsorge

Sachgebietsübergreifende Ausgaben bilden hier beispielsweise das allgemeine Grund- und Kapitalvermögen sowie Finanzzuweisungen, Zinsen oder Beihilfen. Eine genau aufgeschlüsselte Übersicht der Staatsausgaben Deutschlands kann im Finanzbericht des Bundesministeriums der Finanzen eingesehen werden (siehe Weblinks).

### Ministerialprinzip
Das Ministerialprinzip gliedert die Ausgaben institutionell nach den Verwaltungsbereichen, in denen Staatsausgaben getätigt werden. Der Bundeshaushalt ist nach diesem Ministerialprinzip gegliedert und sortiert die Staatsausgaben nach den sie verursachenden Ministerien.

## Staatsausgaben in Deutschland

Entwicklung der deutschen Staatsausgaben in Euro (nominal, ohne Versicherungsausgaben)

Die öffentlichen Ausgaben (die Staatsausgaben mit den Sozialversicherungen eingeschlossen) betrugen in Deutschland nach Berechnungen des Statistischen Bundesamtes 2012 geschätzt 45,2 % des BIP (BIP = 2.644 Mrd. Euro), die Einnahmen aus Steuern, Abgaben und Beiträgen 44,3 % des BIP (Durchschnitt der Mitgliedstaaten der Europäischen Union: 49,4 %). Die Sozialquote (u. a. Gesundheitssystem, Familie, Arbeitslosenversicherung) betrug 2020 rund 33,6 % des BIP. Deutschland liegt hier mit an der Spitze der OECD-Länder.
Im Vergleich dazu sind im Bundeshaushalt 2021 46,93 Mrd. Euro für die Verteidigung vorgesehen, das sind weltweit sehr unterdurchschnittliche 1,4 % des BIP. Die Bildungsausgaben von Bund, Ländern und Gemeinden im Jahr 2019 betrugen 150,1 Milliarden Euro. Das sind 4,8 % des BIP. Dieser Anteil ist ebenfalls eher gering im Vergleich zu Skandinavien, den meisten anderen europäischen Ländern, Kanada und den USA. An den Bildungsausgaben beteiligten sich die Länder mit 105,3 Milliarden Euro und die Gemeinden mit 35,0 Milliarden Euro. Der Bund finanzierte einen Anteil von 9,9 Milliarden Euro.
Die realen (inflationsbereinigten) Staatsausgaben in Deutschland sind im Vergleich zu 1991 in den Bereichen Umwelt, Freizeitgestaltung, Sport und Kultur gesunken. Die Bildungsausgaben sind in den letzten Jahren leicht gestiegen.

## Staatsausgaben in der Wirtschaft
Staatsausgaben stellen im Bereich der Finanzpolitik ein wichtiges Instrument des Staates zur Beeinflussung der Wirtschaft und der Konjunktur dar.
Geht man vom Fiskalismus (nachfrageorientierte Finanzpolitik) aus, so kann zum Beispiel die Zahlung von Subventionen an Unternehmen als eine solche Maßnahme bezeichnen. Mit Hilfe der Subventionen vom Staat haben Unternehmen die Möglichkeit, beispielsweise in neue Produktionseinheiten oder Forschung und Entwicklung zu investieren. Dadurch können die Unternehmen mehr Produkte, möglicherweise auch zu günstigeren Preisen, anbieten, wodurch der Konsum der Nachfrager wächst. Somit erzielen Unternehmen mehr Umsatz, und die Gewinne steigen. Durch höhere Gewinne zahlen Unternehmen mehr Steuern, wovon der Staat in Form von steigenden Staatseinnahmen profitiert.
Als Gegenstück des Fiskalismus steht der Monetarismus (angebotsorientierte Geldpolitik), der sich nicht wie beim Fiskalismus mit der Erhöhung der Nachfrage, sondern mit der Erhöhung des Angebotes beschäftigt.

## Kennzahlen zu den Staatsausgaben
Die Staatsausgaben sind in der Volkswirtschaftslehre Gegenstand einiger Kennzahlen.

### Staatsverbrauch
Ein Teilaggregat der Staatsausgaben bildet der Staatsverbrauch, der sich in den konsumtiven Staatsausgaben verbirgt. Bei seiner Ausgabenpolitik muss der Staat je nach Konjunkturlage eine angemessene Balance zwischen konsumtiv und investiv wirkenden Staatsausgaben finden. An den Staatsausgaben wird die Staatsquote gemessen, die das Verhältnis zwischen den Staatsausgaben und dem Bruttoinlandsprodukt wiedergibt. Die Staatsausgaben {\displaystyle G} setzen sich dabei aus dem Konsum des Staates {\displaystyle C_{G}}, den Investitionen des Staates {\displaystyle I_{G}}, den Zinsausgaben {\displaystyle Z} und den Ausgaben für Sozialtransfers und Subventionen {\displaystyle S} zusammen:
{\displaystyle G=C_{G}+I_{G}+Z+S}
Die Staatsquote als Indikator für die Staatstätigkeit in einer Volkswirtschaft, gemessen am Bruttoinlandsprodukt {\displaystyle BIP}, errechnet sich dann wie folgt:
{\displaystyle {\text{Staatsquote}}={\frac {\text{G}}{\text{BIP}}}\cdot 100\,\%}
Je höher die Staatsquote, umso stärker ist der staatliche Einfluss der Finanzen auf die Volkswirtschaft und umgekehrt. In Sozialstaaten besteht regelmäßig eine hohe Staatsquote.

### Gütermarkt
Beim Gütermarkt werden Staatsausgaben ebenfalls berücksichtigt, so zum Beispiel bei der Güternachfrage:
{\displaystyle N={C+I+G+X-IM}}
Danach setzt sich die Güternachfrage {\displaystyle N} aus dem privaten Konsum {\displaystyle C}, den privaten Investitionen {\displaystyle I}, den Staatsausgaben {\displaystyle G}, dem Export {\displaystyle X} und den Importen {\displaystyle IM} zusammen.

### Volkswirtschaftliche Gesamtrechnung
In der volkswirtschaftlichen Gesamtrechnung wird eine andere Aufteilung der Staatsausgaben vorgenommen. Außerdem werden hier neben den Gebietskörperschaften auch die Sozialversicherungen zum Staatssektor hinzugezählt. Sie werden unterteilt in folgende vier Kategorien:
Bruttoinvestitionen
Unter Bruttoinvestitionen versteht man die Unterhaltung von unbeweglichem Vermögen, die Bewirtschaftung von Grundstücken sowie Mieten, Pachten und sonstige sächliche Verwaltungsausgaben (militärische Beschaffungen oder Geschäftsbedarf). Investiert wird außerdem für Baumaßnahmen (zum Beispiel dem Bau von Schulen) und den Erwerb von beweglichen und unbeweglichen Sachvermögen oder von Beteiligungen.
Übertragungen
Übertragungen sind Transferzahlungen an private Haushalte in Form von sozialen Leistungen wie Wohngeld, Studienbeihilfe und Sozialhilfe und Transferzahlungen an Unternehmen in Form von Subventionen.
Zinsen
Zinsen sind Ausgaben, die für laufende Kredite der Gebietskörperschaften gezahlt werden müssen.
Eine weitere Aufteilung erfolgt in ordentliche und außerordentliche Ausgaben. Ordentliche Ausgaben sollen durch Steuereinnahmen finanziert werden, während sich der Staat für außerordentliche Ausgaben verschulden muss.

## Wirtschaftliche Bedeutung

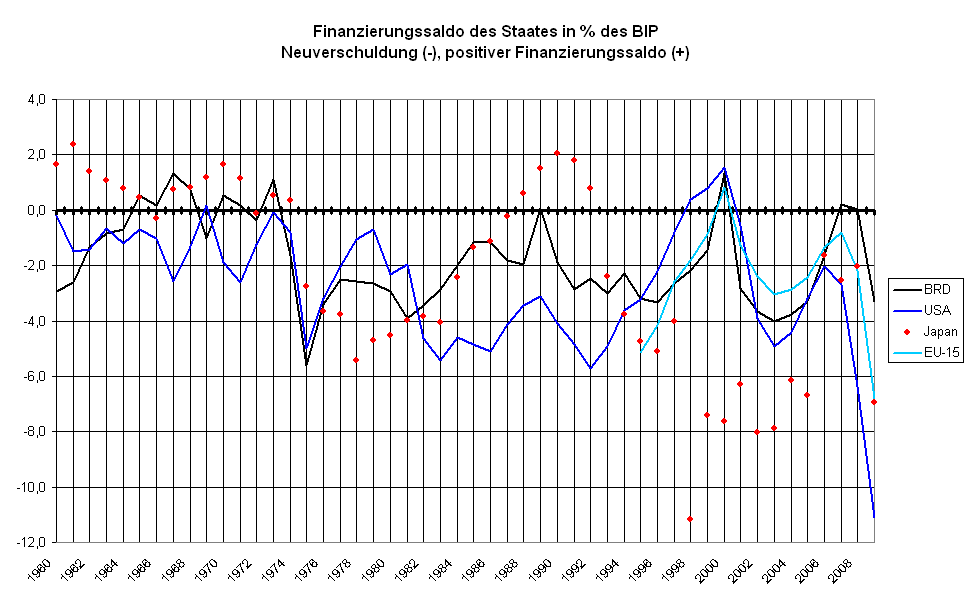
Haushaltsdefizit wichtiger Industriestaaten

Staatsausgaben und Staatseinnahmen sollten zur Glättung der jeweiligen Konjunkturzyklen antizyklisch eingesetzt werden. Von Bedeutung sind insbesondere Ausgaben, die spätere Einnahmeeffekte des Staats zur Folge haben wie etwa öffentliche Bildungsausgaben, die in Zukunft den Begünstigten zu steuerpflichtiger Arbeit verhelfen. Investive Ausgaben wirken eher langfristig und gelten als wachstumsfördernd, sie führen zu einer Rechtsverschiebung der Angebots- und Nachfragekurven.
Die Differenz zwischen Staatseinnahmen {\displaystyle T} und Staatsausgaben {\displaystyle G} heißt positive oder negative Ersparnis und ergibt den Haushaltssaldo (Haushaltsüberschuss oder -defizit):
{\displaystyle T<G} Haushaltsdefizit
{\displaystyle T>G} Haushaltsüberschuss
Ein Haushaltsdefizit erfordert höhere Staatseinnahmen, eine Senkung der Staatsausgaben oder Kreditaufnahmen, ein Haushaltsüberschuss kann Steuersenkungen, höhere Staatsausgaben und stärkere Kredittilgungen ermöglichen. Die Ersparnis ist in den meisten Industrienationen negativ (u. a. in Deutschland seit 1970), so dass der Staat sich verschulden muss. So lag der Saldo der Bundesrepublik Deutschland im Jahr 2006 zum Beispiel bei 24 Mrd. Euro, welcher eine Nettokreditaufnahme in gleicher Höhe zur Folge hatte. Eine Reihe von Staaten weist jedoch auch ausgeglichene Haushalte auf.